# Hubert Hammerer
Hubert Hammerer, född 10 september 1925 i Egg i Vorarlberg, död 24 mars 2017 i Egg, var en österrikisk sportskytt.
Hammerer blev olympisk guldmedaljör i gevär vid sommarspelen 1960 i Rom.